# فجوج
فجوج (به عربی: الفجوج) یک شهرداری در الجزایر است که در استان قالمه واقع شده‌است.
 فجوج  ۷٬۴۷۳ نفر جمعیت دارد.